# San Jacinto (Urugwaj)
San Jacinto – miasto w Urugwaju, w departamencie Canelones.